# António Guterres
António Manuel de Oliveira Guterres, (Lisabon, 30. travnja 1949.), portugalski je političar. 2017. godine je postao deveti Glavni tajnik Ujedinjenih naroda, naslijedivši Ban ki-muna. Član je Portugalske socijalističke stranke, te je bio premijer Portugala od 1995. do 2002. godine. 
Guterres se školovao za inženjera na Visokoj tehničkoj školi u Lisabonu. Obnašao je dužnost lektora iz elektrotehnike od 1971. na sveučilištu, a sljedeće godine postaje član Socijalističke stranke Portugala (Partido Socialista). Tijekom Revolucije karanfila 25. travnja 1974. bio je aktivan socijalist. U početku njegov katolički angažman je primljen s nepovjerenjem, ali vremenom obnašao je nekoliko vodećih dužnosti. Vođa stranke postaje 1992., i vodio je opoziciju protiv Aníbala Silve. Na izborima 1995. postaje premijer i stječe popularnost zbog svog diplomatskog imidža. U vezi portugalskog presjedavanja Predsjedništvom vijeća Europe, prvu polovinu 2000. godine, Guterres je upravljao radom Europskog vijeća.
Nakon gubitka izbora 2002., odlazi s mjesta vođe stranke, koje preuzima Eduardo Ferro Rodrigues. Suparnička stranka desnog centra Partido Social Democrata (PSD) pobjeđuje
i José Manuel Durão Barroso ga nasljeđuje na premijerskoj dužnosti. Guterres je 1999. zamijenio Pierra Mauroya na predsjedničkom mjestu Socijalističke Internacionale, a 2005., na toj dužnosti ga nasljeđuje George Andreas Papandreou. U svibnju 2005. imenovan je Visokim povjerenikom za izbjeglice (UNHCR), koju dužnost je obašao do kraja 2015. godine.

## Vanjske poveznice
- António Guterres - Candidate for the position of Secretary-General of the United Nations

‎